# Kanton Noirmoutier-en-l'Île
Noirmoutier-en-l'Île is een voormalig kanton van het departement Vendée in Frankrijk. Het kanton maakte deel uit van het arrondissement Les Sables-d'Olonne. Het werd opgeheven bij decreet van 17 februari 2014 met uitwerking op 22 maart 2015. De gemeenten werden toegevoegd aan het kanton Saint-Jean-de-Monts.

## Gemeenten
Het kanton Noirmoutier-en-l'Île omvatte de volgende gemeenten:
- Barbâtre
- L'Épine
- La Guérinière
- Noirmoutier-en-l'Île (hoofdplaats)